# Veštar
Koordinati:   45°02′52″N, 13°40′42″E
Veštar je majhen nenaseljen otoček v Jadranskem morju. Pripada Hrvaški.
Veštar leži južno od mesta Rovinj pred vhodom v zaliv Luka Veštar. Površina otočka meri 0,021 km². Dolžina obalnega pasu je 0,52 km. Najvišja točka na otočku je visoka 9 mnm.